# Ráisduottarháldi
De Ráisduottarháldi (ook Ráisduattarháldi) is een 1361.4 meter hoge berg die grotendeels in de Noorse provincie Troms ligt. De berg ligt op enkele meters van de Finse grens.
In 2015 werd vanuit Noorwegen voorgesteld om de grens als kerstcadeau iets op te schuiven, opdat de top dan in Finland zou komen te liggen, waarmee dat land een nieuw hoogste punt zou krijgen. Het huidige hoogste punt van Finland, de 1324 meter hoge Haltiatunturi, ligt iets verderop.